# Мартінес-Лейк (Аризона)
Мартінес-Лейк (англ. Martinez Lake) — переписна місцевість (CDP) в США, в окрузі Юма штату Аризона. Населення — 94 особи (2020).

## Географія
Мартінес-Лейк розташований за координатами 32°59′11″ пн. ш. 114°28′6″ зх. д. / 32.98639° пн. ш. 114.46833° зх. д. (32.986420, -114.468337).  За даними Бюро перепису населення США в 2010 році переписна місцевість мала площу 23,66 км², з яких 21,17 км² — суходіл та 2,49 км² — водойми.

## Демографія
Згідно з переписом 2010 року, у переписній місцевості мешкало 798 осіб у 313 домогосподарствах у складі 206 родин. Густота населення становила 34 особи/км².  Було 510 помешкань (22/км²).
Расовий склад населення:
| - 79,1 % — білих - 3,9 % — чорних або афроамериканців - 1,9 % — азіатів - 4,1 % — осіб інших рас |

До двох чи більше рас належало 11,0 %. Частка іспаномовних становила 20,7 % від усіх жителів.
За віковим діапазоном населення розподілялося таким чином: 30,7 % — особи молодші 18 років, 56,9 % — особи у віці 18—64 років, 12,4 % — особи у віці 65 років та старші. Медіана віку мешканця становила 37,6 року. На 100 осіб жіночої статі у переписній місцевості припадало 98,0 чоловіків;  на 100 жінок у віці від 18 років та старших — 99,6 чоловіків також старших 18 років.
Цивільне працевлаштоване населення становило 27 осіб. Основні галузі зайнятості: публічна адміністрація — 59,3 %, науковці, спеціалісти, менеджери — 22,2 %, мистецтво, розваги та відпочинок — 18,5 %.